# دهستان خیرودکنار
خیرودکنار، دهستانی است از توابع بخش مرکزی شهرستان نوشهر در استان مازندران ایران.

## جمعیت
براساس سرشماری سال ۱۳۸۵جمعیت آن ۳۲۰۴۱ نفر (۸۵۶۷ خانوار) بوده‌است.